# Klucz do Rebeki (powieść)
Klucz do Rebeki (ang. The key to Rebecca) – powieść sensacyjno-szpiegowska brytyjskiego pisarza Kena Folletta z 1980 r.

## Postacie
- Alex Wolf – niemiecki szpieg.
- William Vandam – major brytyjskiego wywiadu wojskowego.
- Abigail Asnani vel Elene Fontana – egipska Żydówka, współpracownica Vandama.
- Sonia el-Aram – egipska tancerka brzucha, współpracownica Wolfa.
- Reggie Bogge – pułkownik brytyjskiego wywiadu wojskowego, przełożony Vandama.
- Billy – syn Vandama.
- Sandy Smith – major MI6.
- Kemel – egipski policjant.

## Treść
Akcja powieści rozgrywa się w 1942 r. w Kairze. Trwa II wojna światowa. W Afryce wojska Afrika Korps Erwina Rommla stoją na granicy Libii i Egiptu i są coraz bliżej Kairu. Z terytorium okupowanego przez Niemcy przez pustynię dociera do miasta Asjut, a następnie do Kairu niemiecki szpieg Alex Wolf. Jego zadaniem jest dostarczanie informacji dotyczących ruchów wojsk brytyjskich. Może to się przyczynić do klęski Anglików w wojnie o północną Afrykę. Pomaga mu w tej misji tancerka Sonia. Wolf przekazuje meldunki za pomocą radiostacji, a za książkę szyfrową służy mu powieść Rebeka wraz z tzw. "kluczem". Major brytyjskiego wywiadu William Vandam wpada jednak na trop szpiega. W wykryciu szpiega pomaga mu Żydówka Abigail Asnani vel Elene Fontana. Mimo olbrzymiego sprytu i doskonałego wyszkolenia, po spektakularnym pościgu, Wolf wpada wreszcie w ręce brytyjskiego wywiadu wojskowego i trafia w miejsce, którego najbardziej się obawiał - do więzienia wojskowego w Kairze.